# Robert Polnar
Robert Polnar, slovenski komercialist in politik, * 1. december 1960.  
Polnar je bil v času 8. sklica poslanec v Državnem zboru Republike Slovenije. Pred tem je bil dva mandata podžupan Občine Šentjur.

## Življenjepis
Leta 2006 je bil na listi Liberalne demokracije Slovenije (LDS) izvoljen v občinski svet Občine Šentjur. Kot član Gibanja za Občino Šentjur je leta 2010 je ob izvolitvi Marka Diacia za šentjurskega župana Polnar postal podžupan. Mandat je nadaljeval tudi po lokalnih volitvah 2014. Na Državnozborskih volitvah 2018 je bil kot kandidat Demokratične stranke upokojencev Slovenije s 7,22% (635 glasov) izvoljen za poslanca Državnega zbora RS, s čimer mu je prenehala funkcija podžupana. 
Živi v Šentjurju.

### Poslanec Državnega zbora 2018 - 2022
V mandatnem obdobju 2018-2022 je bil član naslednjih delovnih teles: 
- Odbor za finance (kot predsednik)
- Komisija za nadzor javnih financ (kot član)
- Odbor za gospodarstvo (kot član)
- Odbor za notranje zadeve, javno upravo in lokalno samoupravo (kot član)

Kot poslanec je veliko prahu dvignil, ko je v glasovanju o proračunu za obdobje 2021 in 2022 glasoval drugače od svoje poslanske skupine, t. j. "proti". Enako je svojo podporo odklonil pri glasovanju o imenovanju Angelike Mlinar na mesto ministrice brez resorja, pristojne za kohezijo. Zaradi tega sta bila on in stranka večkrat kritizirana s strani koalicijskih partnerjev, omenjalo se je tudi Polnarjev odhod iz DeSUS-ove poslanske skupine. Sam je to zanikal z besedami: "Ne bodo me odslovili, ker tako neumni niso, zato ker oni dobro vedo, da sem najkvalitetnejši poslanec v zgodovini DeSUS-a in da si bodo težko privoščili in našli tako kvalitetnega poslanca, kot sem jaz."
17. decembra 2020 je svet stranke DeSUS sprejel predlog o izključitvi Roberta Polnarja. Temu so botrovala nekatera Polnarjeva neskladja v stališčih s stališči poslanske skupine in stranke. Na državnozborskih volitvah leta 2022 je nastopil na listi Slovenske nacionalne stranke, a za poslanca ni bil izvoljen.